# Голт (Мічиган)
Голт (англ. Holt) — переписна місцевість (CDP) в США, в окрузі Інгем штату Мічиган. Населення — 25 625 осіб (2020).

## Географія
Голт розташований за координатами 42°38′31″ пн. ш. 84°31′51″ зх. д. / 42.64194° пн. ш. 84.53083° зх. д. (42.642061, -84.530768).  За даними Бюро перепису населення США в 2010 році переписна місцевість мала площу 41,11 км², з яких 40,60 км² — суходіл та 0,51 км² — водойми.

## Демографія
Згідно з переписом 2010 року, у переписній місцевості мешкали 23 973 особи в 9473 домогосподарствах у складі 6505 родин. Густота населення становила 583 особи/км².  Було 10059 помешкань (245/км²).
Расовий склад населення:
| - 86,3 % — білих - 5,6 % — чорних або афроамериканців - 3,1 % — азіатів - 0,5 % — корінних американців - 1,3 % — осіб інших рас |

До двох чи більше рас належало 3,2 %. Частка іспаномовних становила 5,4 % від усіх жителів.
За віковим діапазоном населення розподілялося таким чином: 25,7 % — особи молодші 18 років, 63,7 % — особи у віці 18—64 років, 10,6 % — особи у віці 65 років та старші. Медіана віку мешканця становила 37,0 року. На 100 осіб жіночої статі у переписній місцевості припадало 92,6 чоловіків;  на 100 жінок у віці від 18 років та старших — 89,2 чоловіків також старших 18 років.
Середній дохід на одне домашнє господарство  становив 73 921 долар США (медіана — 59 813), а середній дохід на одну сім'ю — 87 991 долар (медіана — 79 329). Медіана доходів становила 52 339 доларів для чоловіків та 47 588 доларів для жінок. За межею бідності перебувало 8,6 % осіб, у тому числі 9,7 % дітей у віці до 18 років та 6,2 % осіб у віці 65 років та старших.
Цивільне працевлаштоване населення становило 11 797 осіб. Основні галузі зайнятості: освіта, охорона здоров'я та соціальна допомога — 25,3 %, публічна адміністрація — 10,6 %, виробництво — 10,1 %, фінанси, страхування та нерухомість — 10,1 %.